# 国民党抗战老兵
国民党抗战老兵（或稱國民黨抗日老兵）是中华人民共和国政府对参加抗日战争，效忠国民政府的国民革命军官兵的特定称谓。这是与国民党军队类似的用法。此外，中國大陸民间亦称为国军抗战老兵、国民政府抗战老兵。

## 历史
1945年8月日本投降，抗日战争正式结束。其后，国共谈判失败。第二次国共内战随即爆发。期间，国民革命军在1947年改称中华民国国军。随着中国共产党军事优势的扩大，大量国军士兵起义、投诚，相当一部分参加解放军，是谓解放兵。1949年，中华人民共和国成立。1950年初，在中国大陆，成建制的国军部队已被解放军消灭殆尽。但有许多国军士兵，包括未参加第二次国共内战的已退役官兵留在了大陆。由于政治原因，这些老兵在中华人民共和国成立后的历次政治运动中受到冲击。改革开放后的数年里，这一群体虽然不再受到政治压力，但是其抗战功绩仍然未得到官方的公开嘉奖。2013年的报道称，民间寻访人数超2000人，基本年过九旬，生活困苦。
在过去的十多年来，中华人民共和国政治氛围宽松，对原效忠于中华民国政府的抗战老兵也逐渐恢复了荣誉。2005年，中华人民共和国政府举办了中国人民抗日战争暨世界反法西斯战争胜利60周年重要纪念活动，给每一位参加过抗日战争的老兵颁发纪念章。
2013年两会期间，香港全国人大代表王敏刚向民政部递交优抚原抗战老兵的提案。6月4日，中华人民共和国民政部发布红头文件，将原国军抗战老兵列入优抚对象，享有与退役中国人民解放军同等的社会养老保障待遇。
在2015年8月，民政部、财政部下发通知，向部分健在的抗战老战士、老同志发放一次性生活补助金。具体发放对象包括：1.抗日战争时期的在乡复员军人和残疾军人；2.移交政府安置的抗日战争时期军队离休干部、无军籍职工；3.抗日战争时期在国民党军队服役，后在解放战争中起义、投诚编入解放军序列的在乡复员军人（解放兵）；4.参加过抗日战争，后回乡务农的原国民党抗战老兵。发放标准为每人5000元。 
在2015年9月3日的纪念中国人民抗日战争暨世界反法西斯战争胜利70周年阅兵式中，有两个抗战老同志乘车方队参加了阅兵式。这两个抗战老同志乘车方队由从中国大陆遴选的、目前健在的国共两党抗战老兵和抗日英烈后代，以及抗战支前模范代表组成。